# Briseis Flak
Briseis Flak er en landløs sandgrund i Kattegat 20 sømil nord for Sjællands Odde; den er en fortsættelse af en smal ryg, på hvilken ligger Schultz’s Grund og Hastens Grund. Dybden på flakket er 7½ til 9½ m, men med stenpuller på 4½ til 5 m vand. Flakket udgør sammen med Schultz’s Grund og Hastens Grund sydvest herfor et 20.710 ha beskyttet stenrevs habitat-område, under Natura 2000.